# Ion Pârcălab

Ion Pârcălab (Bucareste, 5 de novembro de 1941) é um futebolista da Roménia que jogou na posição de avançado.

## Títulos
Dinamo
- Campeonato Romeno: 1961–62, 1962–63, 1963–64, 1964–65
- Copa da Roménia:  1963–64, 1967–68

Nîmes
- Taça dos Alpes: 1972